# Review (eksperimentalfilm fra 1999)
|  | Denne artikel er oprettet af botten Steenthbot ud fra en ekstern database. Den kan derfor have sproglige fejl eller mangler. Denne skabelon kan fjernes efter kontrol af indholdet. |

 For alternative betydninger, se Review. (Se også artikler, som begynder med Review)
Review er en dansk eksperimentalfilm fra 1999 instrueret af Heidi K. Svendsen.

## Handling
I en persons øje / propil genspejles en film.